# 委內瑞拉蟻鶇
委內瑞拉蟻鶇（学名：Grallaria chthonia），又名塔奇拉鶇或委內瑞拉蟻八色鶇，是一種神秘的雀。牠們暫時被分類在蟻鶇科內，有待審定。牠們曾只於1955年至1956年間被見到及採集，被懷疑可能已經滅絕。直至2016年，科學家在埃爾塔馬國家公園重新發現了委內瑞拉蟻鶇。

## 特徵
委內瑞拉蟻鶇約長17厘米。上身呈褐色，冠及頸部呈灰色。展翼有黑色斑紋，喉嚨及耳朵呈褐色，頰上有白色斑條。下身呈白色，兩側及胸部有灰色的斑紋。

## 保育狀況
於1955年至1956年間，在委內瑞拉塔奇拉州西南部共採集了4個委內瑞拉蟻鶇標本。此後60年裏它們都沒有被再次發現，被懷疑可能已經因喪失栖息地而滅絕。2016年，一組考察隊于埃爾塔馬國家公園重新發現了它們，這也是第一次記錄下委內瑞拉蟻鶇的聲音和拍攝到它們的活體照片。

## 外部連結
- BirdLife Species Factsheet.（页面存档备份，存于）